# Daniel Sigloch
Daniel Sigloch (* 4. Dezember 1873 in Ulm; † 1. September 1961 in Stuttgart) war ein deutscher Bauingenieur und kommunaler Baubeamter.

## Werdegang
Sigloch studierte an der Technischen Hochschule Stuttgart Bauingenieurwesen und legte beide Staatsprüfungen ab. Er war als Stadtbauinspektor in Leipzig tätig, später als technischer Beigeordneter in Hamborn. 1911 wurde er besoldeter Stadtrat in Stuttgart und war von 1916 bis 1937 als Bürgermeister und technischer Referent für alle technischen Ämter und Betriebe der Stadt mit Ausnahme der Baupolizei zuständig. Von 1945 bis 1948 war er Hauptberichterstatter für das Bau- und Wohnungswesen im Innenministerium von Württemberg-Baden.

## Auszeichnungen
- 1953: Großes Verdienstkreuz der Bundesrepublik Deutschland[1]